# Conditorei-Museum

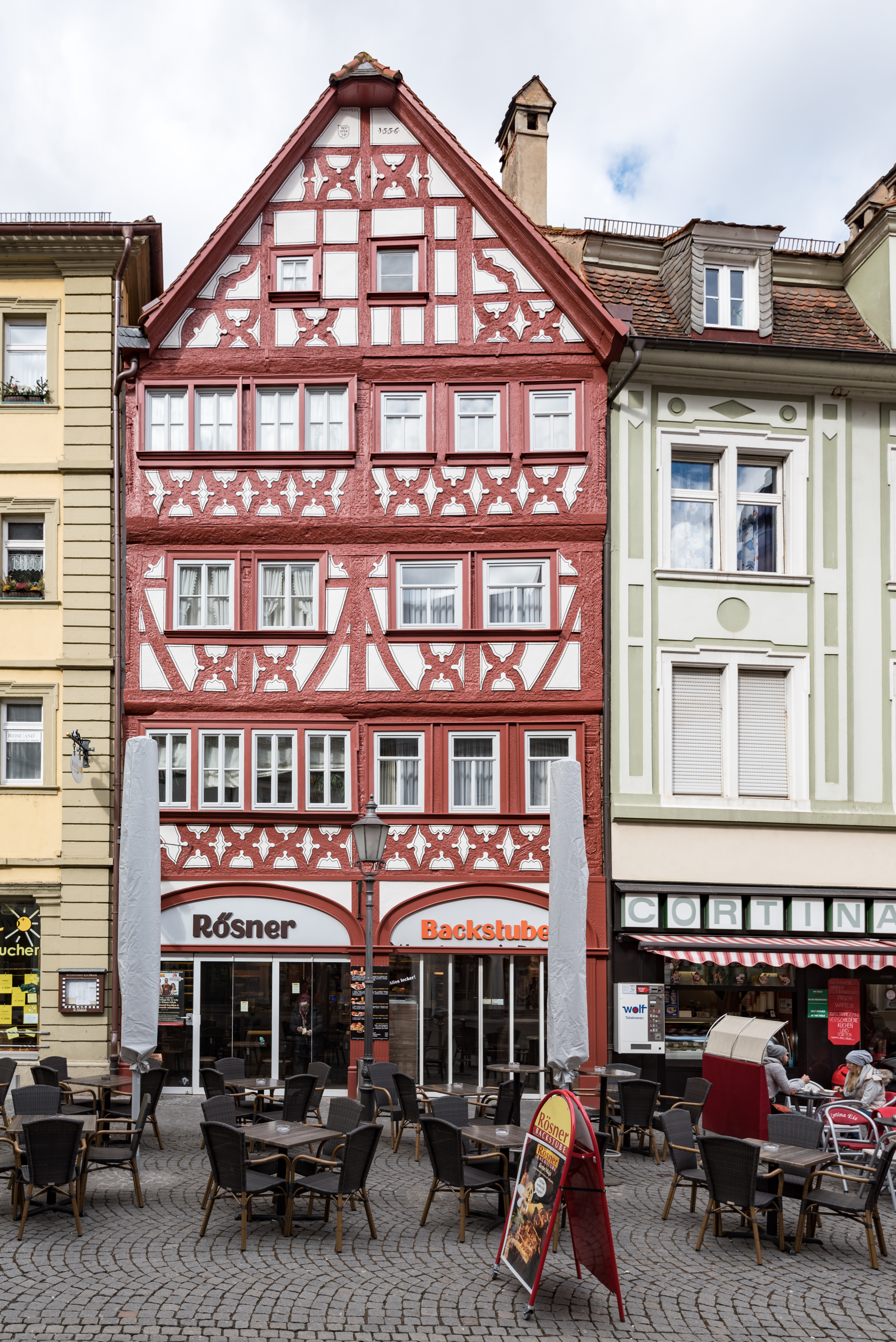
Die 2016 frisch renovierte Fassade des Poganietzhauses, in dessen Obergeschossen sich das Museum befindet

Das Conditorei-Museum ist ein Spezialmuseum zum Bäcker- und Konditorhandwerk in Kitzingen.

## Geschichte und Beschreibung
Das Conditorei-Museum wurde im Jahr 1996 eröffnet. Es befindet sich in einem der ältesten Bürgerhäuser der Stadt, einem Renaissance-Fachwerkhaus an der Ecke Marktstrasse 26 / Kaiserstrasse 11, in dem 1831 von Philip Grohs die erste Konditorei Kitzingens eröffnet wurde. Zuvor hatte es einem Lebküchner gehört.
Das Besondere des Museums ist, dass die meisten Ausstellungsstücke rund um das Bäcker- und Konditorhandwerk aus dem Haus selbst stammen, das bis 1937 immer im Besitz von Konditoren war. Seit 1893 gehört es der Familie Schmitt/Poganietz.
Die alten Exponate stammen überwiegend aus dem 18. und 19. Jahrhundert und dokumentieren die Entwicklung eines Handwerks. Lange Zeit stand das historische Inventar unentdeckt in Kisten auf dem Dachboden des Hauses. Vieles davon ist nun im Museum in 24 Vitrinen zu sehen.